# 科南格勒
科南格勒（法語：Connangles，法語發音：[kɔnɑ̃ɡl]）是法国上卢瓦尔省的一个市镇，位于该省北部，属于布里尤德区。

## 地理
科南格勒（45°17'56"N, 3°38'50"E）面积21.89 平方千米，位于法国奥弗涅-罗讷-阿尔卑斯大区上盧瓦爾省，该省份为法国中南部省份，北起多姆山省和卢瓦尔省，西接康塔爾省，南至洛泽尔省，东临阿尔代什省。
与科南格勒接壤的市镇（或旧市镇、城区）包括：贝尔伯济、拉谢斯迪约、拉沙佩勒热内斯特、锡斯特里耶尔、蒙克拉尔、瑟努伊尔河畔圣帕勒、桑巴代勒。
科南格勒的时区为UTC+01:00、UTC+02:00（夏令时）。

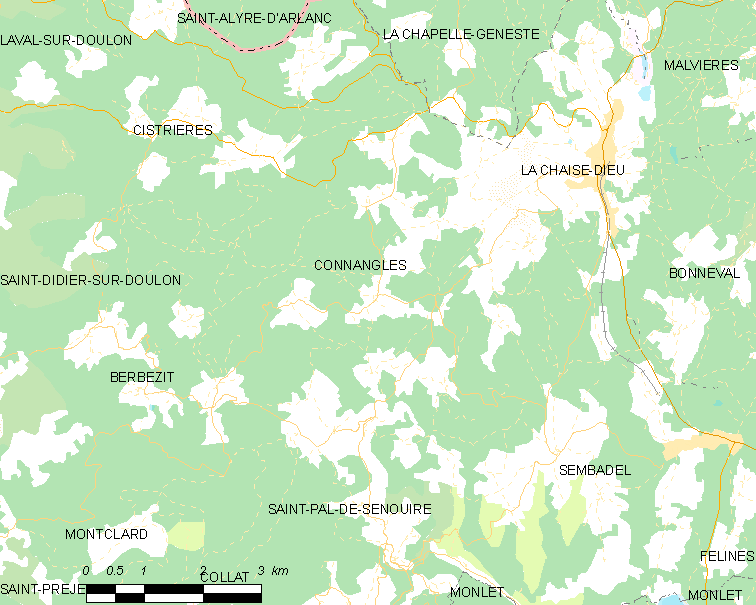
科南格勒的OSM定位图

## 行政
科南格勒的邮政编码为43160，INSEE市镇编码为43076。

## 政治
科南格勒所属的省级选区为上沃莱花岗岩高原县。

## 交通
上卢瓦尔省省道D4线、D20线、D201线、D561线和D647线在境内交汇。

## 人口

1962-2008年间科南格勒人口变化图示

科南格勒于2022年1月1日时的人口数量为132人。